# Blackout (Imanbek)
Blackout è un singolo del disc jockey e produttore discografico kazako Imanbek, pubblicato il 6 agosto 2020 in collaborazione con il rapper canadese Tory Lanez. 

## Tracce
1. Blackout – 2:43